# Undrom
Undrom – miejscowość (småort) w Szwecji w gminie Sollefteå w regionie Västernorrland. Około 89 mieszkańców.